# Il ritorno delle aquile
Il ritorno delle aquile (The Holcroft Covenant) è un film del 1985, diretto da John Frankenheimer, e tratto dal romanzo Il patto (The Holcroft Covenant) di Robert Ludlum.

## Trama
Noel Holcroft riceve in eredità dal padre una ingente quantità di denaro: tale denaro dovrebbe essere utilizzato allo scopo di risarcire le vittime del nazismo.
Dopo diverse vicende il protagonista scoprirà infine che il fine reale era quello di contribuire alla formazione di un quarto Reich.